# Valley Springs (Dakota del Sud)
Valley Springs è un comune (city) degli Stati Uniti d'America della contea di Minnehaha nello Stato del Dakota del Sud. La popolazione era di 759 abitanti al censimento del 2010.

## Geografia fisica
Secondo lo United States Census Bureau, la città ha una superficie totale di 2,12 km², dei quali 2,12 km² di territorio e 0 km² di acque interne (0% del totale).

## Storia
Valley Springs fu fondata il 13 novembre 1872 e incorporata il 22 febbraio 1879. La città prende il nome dalle vicine sorgenti nella valle del Beaver Creek.

## Società

### Evoluzione demografica
Secondo il censimento del 2010, la popolazione era di 759 abitanti.

### Etnie e minoranze straniere
Secondo il censimento del 2010, la composizione etnica della città era formata dal 95,92% di bianchi, lo 0,53% di afroamericani, lo 0,66% di nativi americani, lo 0,13% di asiatici, lo 0% di oceanici, lo 0,79% di altre razze, e l'1,98% di due o più etnie. Ispanici o latinos di qualunque razza erano l'1,19% della popolazione.